# 切り株

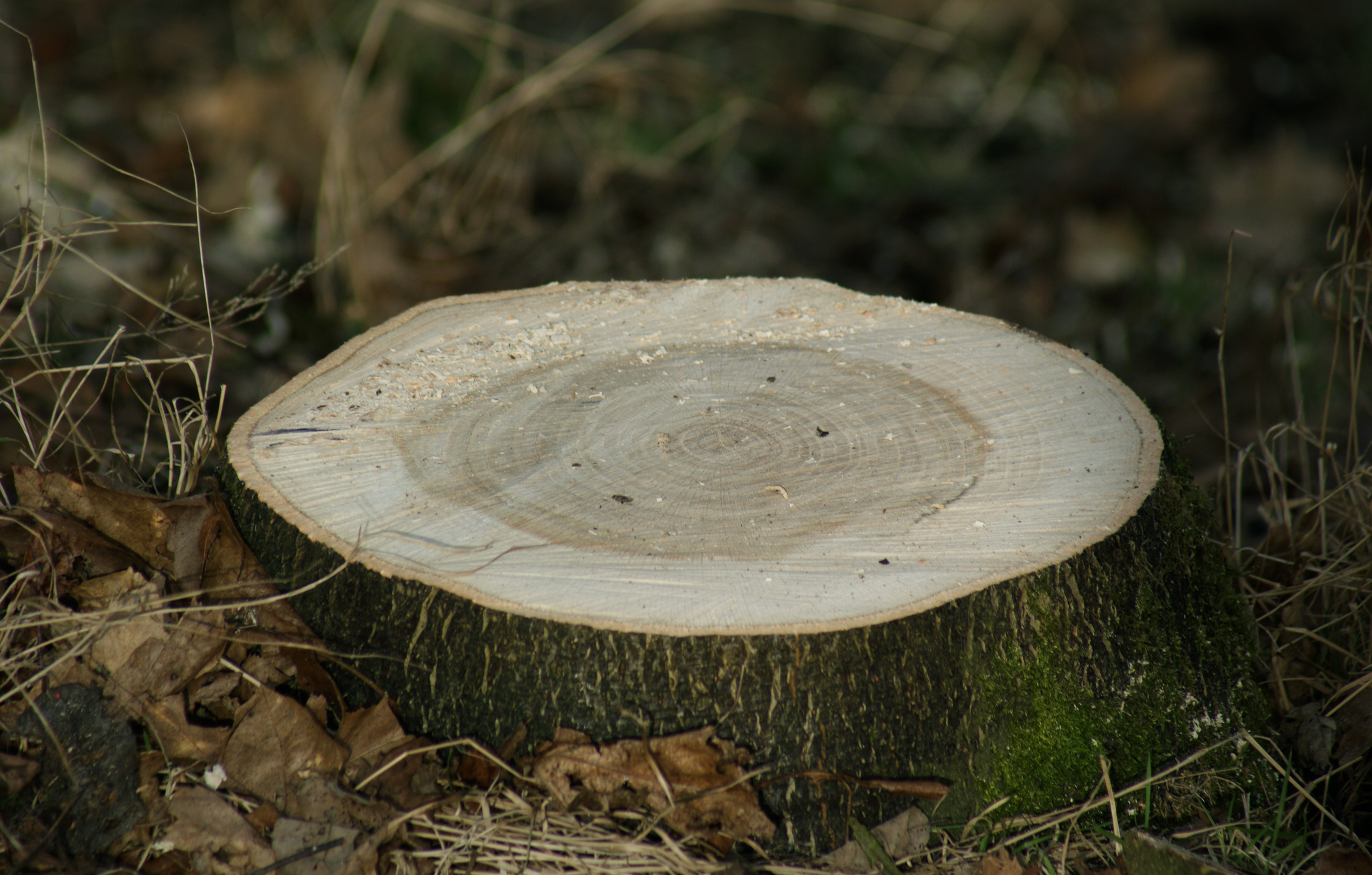
伐採後の切り株

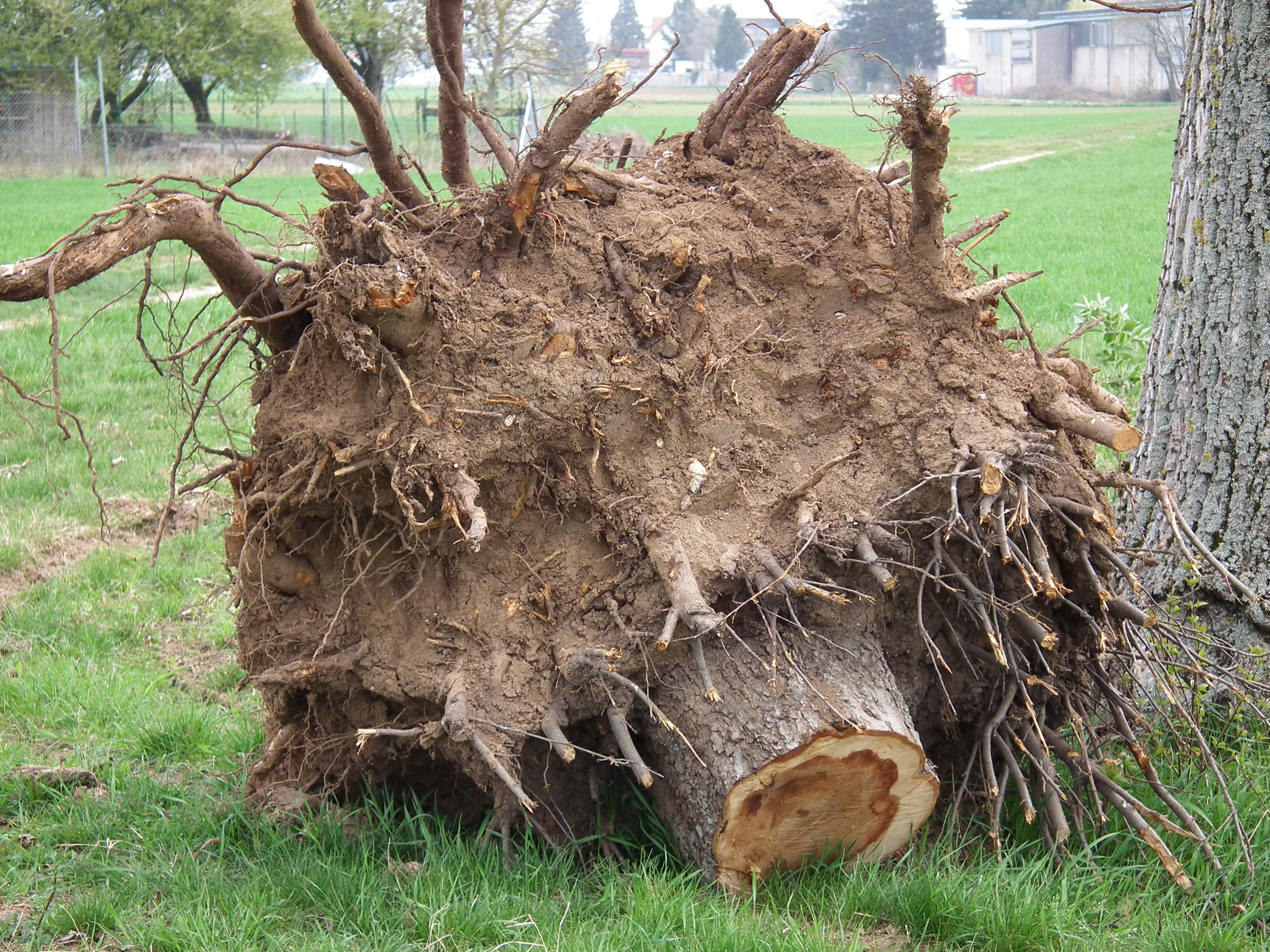
重機で掘りだした切り株

切り株（きりかぶ）とは、樹木を伐採した後に残る根元の部分。根株。伐り株。切株を除去することを抜根という。
伐採後は、まだ切り株が生きているため、切り株の周りから蘖（ひこばえ）が生えて萌芽更新にて新たに樹木となる。また、別の木の種が切り株に付着して生えていた場所が占めていた日の光を浴びて順調に育つことを切り株更新という。
除去する場合は、切り株グラインダーや専用アタッチメントRodungsmesserなどを付けた重機で破壊するか伐根する。もしくは木の分解を加速させる硝酸カリウムからなる切り株除去剤や除草剤などの薬剤を打ち込み腐らせるなどの方法が用いられる。

## 利用
切り株は不整な形状から利用が限られる割に、伐根による採取に大きな労力を要することから木材としては傍流である。土砂などの異物を含み材質が均等でないため、あまり利用もされない。建設現場で出る伐根は、建設副産物の建設廃棄物（産業廃棄物）であるが、建設副産物処理要領では再資源化につとめ、無理ならば適切に処理することとなっている。
独特の形を活かした家具に仕立てたり、枝幹がごく細いナンテンなども根株を工芸用材にすることがある。切り株を模したデザインの園芸用小物等も見られる。
屋久杉は、1982年以降の屋久杉の保全を方針とする第4次地域施業計画によって樹齢1,000年を超える木の伐採が禁止されているが、強風で倒れた木や切り株などの土埋木が利用されている。
太平洋戦争中、代替ガソリンとして大規模利用が試みられた松根油はマツの切り株から採取された。